# Pequeno Cidadão
Pequeno Cidadão é uma banda brasileira de rock fundada em São Paulo por Arnaldo Antunes, Taciana Barros, Edgard Scandurra e Antonio Pinto; e também por seus filhos.
Em 2008, os integrantes resolveram gravar com seus filhos; logo após trabalhar no estúdio, em junho de 2009, foi lançado o primeiro CD, autointitulado Pequeno Cidadão. Em 2012, Arnaldo Antunes deixou o grupo para se dedicar sua carreira solo.

## História
O projeto musical foi encabeçado por Arnaldo Antunes, Edgard Scandurra, Taciana Barros, e Antonio Pinto no ano de 2008. Os músicos já conhecidos da década de 80, voltaram a se encontrar quando os filhos menores estavam matriculados na mesma escola. Frequentavam as mesmas festas e nessas festas cantavam as musicas que faziam para seus filhos. Decidiram que deveriam reunir essas músicas em um disco e formaram a banda.
O grupo inicialmente lançou as músicas na página do Myspace, na qual estavam sendo um sucesso de acessos, e depois gravaram e lançaram o primeiro álbum de estúdio, o autointitulado Pequeno Cidadão, lançado em 2009 pela gravadora de Arnaldo, Rosa Celeste. Misturando elementos de pop rock e rock psicodélico com o repertório focado no dia a dia de quem tem filhos, o álbum foi bem recebido pela mídia e crítica, e logo embarcaram em sua primeira turnê, onde levaram aos palcos de grandes teatros um espetáculo animado e rico em cores, feito sob medida para pais e filhos.
que pouco depois, resultou no lançamento de um DVD e dois livros: A Viagem Fantástica do Pequeno Cidadão e Tchau Chupeta.
Em 2012, duas faixas do primeiro CD foram selecionadas como trilha sonora da telenovela Carrossel. A canção "Pequeno Cidadão" foi incluída na trilha sonora e no DVD Carrossel Video Hits. No final de 2012, foi lançado o segundo CD da banda, Pequeno Cidadão 2.
Em 2013 também foi selecionada como trilha sonora da nova versão de Chiquititas a música selecionada foi "Meu Anjinho".

## Integrantes
- Edgard Scandurra ao lado do cantor Nasi, fundou a banda Ira! em 1981. Ele também foi integrante do Ultraje a Rigor durante quatro anos.[9]

- Taciana Barros foi integrante da banda Gang 90 e as Absurdettes.[9] Taciana é mãe de Daniel Barros Scandurra e Luzia Barros. [3]

- Antonio Pinto é filho do cartunista Ziraldo. Ele é compositor de várias trilhas sonoras de filmes brasileiros.[9]

## Discografia

### Álbuns de estúdio
- Pequeno Cidadão (2009)[10]
- Pequeno Cidadão 2 (2012)
- Pequeno Cidadão - Karaokê Rock’n’Roll (2013)[4]
- Vem Dançar (2016)[11]

### Videografia
- Pequeno Cidadão (2010)[5]

## Prêmios
| Ano  | Premiação                                  | Obra                  | Resultado |
| ---- | ------------------------------------------ | --------------------- | --------- |
| 2012 | Festival Internacional de Curtas Metragens | "Bonequinha do Papai" | Indicado  |